# محاصره پیونگ‌یانگ (۱۵۹۳)
محاصره پیونگ‌یانگ (انگلیسی: Siege of Pyongyang) یک درگیری نظامی بود که بین ارتش متفق مینگ- چوسان و اولین گردان ژاپنی‌ها تحت هدایت کونیشی یوکیناگا درگرفت. نبرد با پیروزی نیروهای متفق به پایان رسید ولی ژاپنی‌های باقی مانده در شب هشتم فوریه ۱۵۹۳ یک عقب‌نشینی موفقیت‌آمیز از پیونگ‌یانگ داشتند.
نیروی پنج هزار نفری کوچکتری از مینگ تحت رهبری وو ویژونگ در تاریخ پنجم ژانویه به رودخانه یالو رسیدند.
ارتش ۳۵۰۰۰ هزار نفری مینگ تحت هدایت لی روسونگ در ۲۶ ژانویه به رودخانه یالو رسیدند. سپس به آنها یک نیروی پیشرفته و یک واحد محافظ که برای محافظت از پادشاه کره (سئون‌جو) از چوسان فرستاده شده بود ملحق گشته و به این ترتیب تعداد کل قوا به ۴۳۰۰۰ تن رسید. ده هزار کره ای دیگر در سونان-گویوک به رهبری لی ایل و سرانجام ۴۲۰۰ راهب به سرکردگی هیوجونگ به آنان پیوستند.
لی روسونگ فرستاده‌ای به نام شن ویجینگ را به منظور گفتگو با کونیشی یوکیناگا فرستاد ولی این اقدام با بی‌صداقتی همراه بود. او هیچ قصدی برای گفتگو با ژاپنی‌ها نداشت. کونیشی بیست تن را برای گفتگو با فرستادگان مینگ گسیل کرد ولی بیشتر آنان برنگشتند. مشخص نیست که چه بر سر آنها آمده‌است. یک نقل از وقایع بر این باور است که آنان در خلال یک مهمانی با شن ویجینگ کشته شده‌اند، نقل دیگری می‌گوید که آنها در مسیر به سادگی به دام افتادند.
آنها در هنگام پیش‌روی به سمت پیونگ یانگ با یک گروه دیده‌بانی ژاپنی روبرو شدند که سه تن از آنان اسیر و پنج نفر دیگر کشته شدند. ارتش متفق به پیونگ یانگ رسیده و در تاریخ ۵ فوریه ۱۵۹۳ در شمال شهر کمپی را دایر کردند.
کونیشی پیشنهاد برگزاری گفتگوهایی را داد ولی مورد قبول واقع نشد. آن شب حدود ۸۰۰ ژاپنی به صورت پنهانی حرکت کرده و به اردوگاه مینگ یورش بردند، اما آنها توسط محافظین ردیابی و توسط تیرهای آتشین به عقب رانده شدند که نتیجه آن برجای ماندن ۳۰ کشته بر روی دست ژاپنی‌ها بود.

## نبرد
نبرد در ۶ فوریه ۱۵۹۳ آغاز شد.

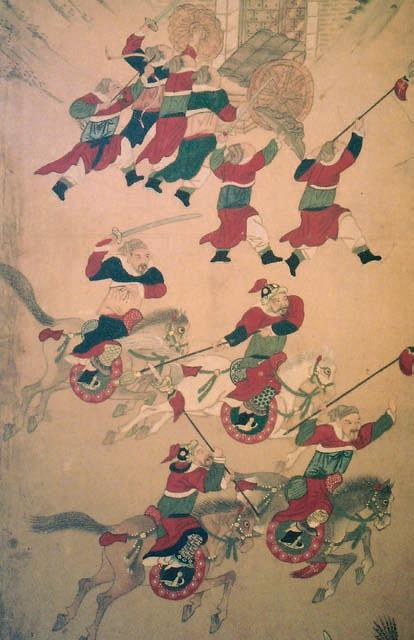
سواره نظام چینی در حال حمله به دیوار های قلعه پیونگ یانگ

راهب‌های هیوجونگ با حمایت وو ویژونگ به تپه‌ای بزرگ واقع در شمال پیونگ یانگ که حدود دو هزار سرباز دشمن به رهبری کونیشی یوکیناگا در آنجا ساکن بودند حمله کردند. کونیشی در موضعی تقریباً تسلیم شد تا جایی که سو یوشیتوشی ضد حمله ای ترتیب داده و او را نجات داد. نبرد تا آنجایی که ماتسوئورا شیگه‌نوبو آخرین فرمانده ژاپنی مجبور شد تا به پیونگ یانگ عقب‌نشینی کند، به مدت دو روز طول کشید. راهب‌ها متحمل ۶۰۰ نفر تلفات شدند و وو ویژونگ به وسیله گلوله‌ای در ناحیه قفسه سینه خود مجروح گردید.
در صبحگاه هشتم ژانویه، ارتش لی روسونگ در شهر پیش روی کرد، صفوف به شدت فشرده آنان به مانند فلس‌های یک ماهی به نظر می‌رسید. ” یانگ یوان و ژانگ شیجو از شمال و غرب، لی روبای از جنوب شرقی، و لی ایل و کیم آونگ سو از جنوب غربی حمله کردند. جهت شرقی توسط رود ته‌دونگ پوشانده شده بود و امکان حمله از آن ناحیه وجود نداشت.
به محض اینکه علامت توپ روشن شد، آنها به وسیله نردبان‌ها، پرتاب تیرهای آتشین و انداختن بمب‌هایی به داخل شهر به دیوارها هجوم بردند، و شروع به کوبیدن دروازه‌ها با توپ‌هایی کردند. تقریباً مدافعان ژاپنی بسیار زیاد بودند. اسب شخصی لی روسونگ از زیر وی دررفت و تهاجم قبل از اینکه لی به جلو رفته، سر یک سرباز در حال عقب‌نشینی را بریده و به اولین مرد روی دیوار ۵۰۰۰ تیل پیشکش کرد، نشانه‌هایی از تزلزل را از خود نشان می‌داد. سربازان متفق تا موقعی که لو شانگژی توانست تا دیوار را پاکسازی کند و یانگ یوان نیز با نفوذ در دروازه شمالی از او دنباله روی کرد، تهاجم خود را تجدید کردند. در غرب راهب‌ها و سربازان زنده مانده از نبرد قبلی به محض نابودی دروازه توسط توپ‌ها به یورش ژانگ شیجو به شهر ملحق شدند.
ژاپنی‌ها تا آخرین خط دفاعی خود در زمین و ورودی قلعه ای در گوشه شمالی پیونگ یانگ به عقب رانده شدند. لی روسونگ به سربازانش دستور داد تا آن بنا را با استفاده از تیرهای شعله‌ور زیر آتش بگیرند ولی حتی با این کار نیز ژاپنی‌ها پناهگاه خود را رها نکردند. در عوض سربازان و سواره نظام نیروهای متفق متحمل تلفات مهیبی در برابر تیراندازی ژاپنی‌ها شدند. بسیاری که از پیش روی ناتوان بودند از طریق دروازه غربی عقب‌نشینی کردند. کونیشی با دیدن این وضعیت تصمیم گرفت حالت تهاجمی به خود گرفته و با مردانش یورشی را آغاز کرد که تنها به خاطر آتش توپ‌ها وادار به عقب‌نشینی شد.
لی روسونگ که نمی‌خواست تلفات بیشتری را متحمل شود، با نزدیک شدن به شب از حمله صرف نظر کرد.
اگرچه ژاپنی‌ها اسما توانستند یورش دشمنان را دفع کنند، اما ظرفیت دفاع بیشتر از شهر را نداشتند. تمامی دروازه‌ها خرد شده، غذایی باقی نمانده و آنها متحمل تلفات وحشتناکی شده بودند. کونیشی با در نظر گرفتن جمیع این موارد تمامی پادگان خود را شبانه خارج کرده و پنهانی از طریق رودخانه یخ زده ته دونگ به سمت هانسونگ بازگشت.

## پیامد
مردان کونیشی در هفده فوریه به هانسونگ رسیدند.
بعد از شکست ژاپنی‌ها در پیونگ یانگ، کورودا یوشیتاکا خواستار حذف کونیشی یوکیناگا شد و گفت که او رهبر ضعیفی است که با فرماندهان همکارش سازگاری ندارد. در عوض کونیشی نیز که متحمل یکی از سنگین‌ترین شکست‌ها در خلال لشکرکشی شده بود، به مدافع اصلی صلح در اردوگاه ژاپن تبدیل شد.
سونگ یینگ چانگ در ششم مارس از پادشاه سوئنجو از چوسان دعوت کرد تا به پیونگ یانگ برگردد.